# Kateryna Zubkova
Kateryna Mijailivna Zubkova –en ucraniano, Катерина Михайлівна Зубкова– (Járkov, URSS, 14 de julio de 1988) es una deportista ucraniana que compitió en natación, especialista en el estilo espalda.
Ganó dos medallas en el Campeonato Mundial de Natación en Piscina Corta de 2008 y cuatro medallas en el Campeonato Europeo de Natación en Piscina Corta, en los años 2004 y 2008.

## Palmarés internacional
| Campeonato Mundial en Piscina Corta | Campeonato Mundial en Piscina Corta | Campeonato Mundial en Piscina Corta | Campeonato Mundial en Piscina Corta |
| Año                                 | Lugar                               | Medalla                             | Prueba                              |
| ----------------------------------- | ----------------------------------- | ----------------------------------- | ----------------------------------- |
| 2008                                | Mánchester (Reino Unido)            | Medalla de plata                    | 100 m espalda                       |
| 2008                                | Mánchester (Reino Unido)            | Medalla de bronce                   | 50 m espalda                        |
| Campeonato Europeo en Piscina Corta |                                     |                                     |                                     |
| Año                                 | Lugar                               | Medalla                             | Prueba                              |
| 2004                                | Viena (Austria)                     | Medalla de oro                      | 100 m espalda                       |
| 2004                                | Viena (Austria)                     | Medalla de plata                    | 50 m espalda                        |
| 2008                                | Rijeka (Croacia)                    | Medalla de plata                    | 50 m espalda                        |
| 2008                                | Rijeka (Croacia)                    | Medalla de plata                    | 100 m espalda                       |